# هيساشي اوغورا
هيساشي اوغورا (باليابانية: 小倉久史؛ بالكانا: おぐら ひさし) هو لاعب شوغي ‏ ياباني، ولد في 15 مايو 1968 في طوكيو في اليابان.